# Kanton Trie-sur-Baïse
Der Kanton Trie-sur-Baïse war bis 2015 ein französischer Wahlkreis im Arrondissement Tarbes, im Département Hautes-Pyrénées und in der Region Midi-Pyrénées; sein Hauptort war Trie-sur-Baïse. Sein Vertreter im Generalrat des Départements war zuletzt von 1998 bis 2015, zuletzt wiedergewählt 2011, Jean-Claude Duzer.

## Gemeinden
Der Kanton umfasste 22 Gemeinden:
| Gemeinde          | Einwohner Jahr | Fläche km² | Bevölkerungsdichte | Postleitzahl | Code INSEE |
| ----------------- | -------------- | ---------- | ------------------ | ------------ | ---------- |
| Antin             | 130 (2013)     | –          | – Einw./km²        | 65220        | 65015      |
| Bernadets-Debat   | 101 (2013)     | –          | – Einw./km²        | 65220        | 65085      |
| Bonnefont         | 349 (2013)     | –          | – Einw./km²        | 65220        | 65095      |
| Bugard            | 85 (2013)      | –          | – Einw./km²        | 65220        | 65110      |
| Estampures        | 72 (2013)      | –          | – Einw./km²        | 65220        | 65170      |
| Fontrailles       | 133 (2013)     | –          | – Einw./km²        | 65220        | 65177      |
| Fréchède          | 46 (2013)      | –          | – Einw./km²        | 65220        | 65178      |
| Lalanne-Trie      | 113 (2013)     | –          | – Einw./km²        | 65220        | 65250      |
| Lamarque-Rustaing | 64 (2013)      | –          | – Einw./km²        | 65220        | 65253      |
| Lapeyre           | 85 (2013)      | –          | – Einw./km²        | 65220        | 65260      |
| Lubret-Saint-Luc  | 69 (2013)      | –          | – Einw./km²        | 65220        | 65288      |
| Luby-Betmont      | 99 (2013)      | –          | – Einw./km²        | 65220        | 65289      |
| Lustar            | 115 (2013)     | –          | – Einw./km²        | 65220        | 65293      |
| Mazerolles        | 112 (2013)     | –          | – Einw./km²        | 65220        | 65308      |
| Osmets            | 72 (2013)      | –          | – Einw./km²        | 65350        | 65342      |
| Puydarrieux       | 215 (2013)     | –          | – Einw./km²        | 65220        | 65374      |
| Sadournin         | 179 (2013)     | –          | – Einw./km²        | 65220        | 65383      |
| Sère-Rustaing     | 131 (2013)     | –          | – Einw./km²        | 65220        | 65423      |
| Tournous-Darré    | 82 (2013)      | –          | – Einw./km²        | 65220        | 65448      |
| Trie-sur-Baïse    | 1062 (2013)    | –          | – Einw./km²        | 65220        | 65452      |
| Vidou             | 92 (2013)      | –          | – Einw./km²        | 65220        | 65461      |
| Villembits        | 118 (2013)     | –          | – Einw./km²        | 65220        | 65474      |

## Bevölkerungsentwicklung
| 1962 | 1968 | 1975 | 1982 | 1990 | 1999 | 2006 |
| ---- | ---- | ---- | ---- | ---- | ---- | ---- |
| 4621 | 4305 | 3936 | 3755 | 3573 | 3494 | 3571 |